# Liste der Monuments historiques in Oiry
Die Liste der Monuments historiques in Oiry führt die Monuments historiques in der französischen Gemeinde Oiry auf.

## Liste der Immobilien
| Bezeichnung           | Beschreibung                                            | Standort                 | Kennzeichnung | Schutzstatus | Datum | Bild           |
| --------------------- | ------------------------------------------------------- | ------------------------ | ------------- | ------------ | ----- | -------------- |
| Menhir de Haute-Borne | jungsteinzeitlich; Grenzmarkierung zu Avize und Cramant | südlich des Ortes (Lage) | PA00078753    | Classé       | 1889  | weitere Bilder |

## Liste der Objekte
| Bezeichnung                      | Beschreibung                                    | Standort                        | Kennzeichnung | Schutzstatus | Datum | Bild |
| -------------------------------- | ----------------------------------------------- | ------------------------------- | ------------- | ------------ | ----- | ---- |
| Prozessionsstab Madonna mit Kind | Holz, vergoldet, Anfang des 19. Jahrhunderts    | in der Kirche St-Hilaire (Lage) | PM51002692    | Inscrit      | 1977  |      |
| Gemälde Porträt eines Abtes      | Ölfarbe auf Leinwand, 17. Jahrhundert           | in der Kirche St-Hilaire (Lage) | PM51002689    | Inscrit      | 1977  |      |
| Tabernakel                       | Holz, 18. Jahrhundert                           | in der Kirche St-Hilaire (Lage) | PM51002691    | Inscrit      | 1977  |      |
| Triumphbogen                     | Schmiedeeisen, 18. Jahrhundert                  | in der Kirche St-Hilaire (Lage) | PM51000603    | Classé       | 1979  |      |
| Prozessionsstab Madonna          | Holz, 18. Jahrhundert                           | in der Kirche St-Hilaire (Lage) | PM51002686    | Inscrit      | 1977  |      |
| Zwei Engelsskulpturen            | Holz, farbig gefasst, 18. Jahrhundert           | in der Kirche St-Hilaire (Lage) | PM51002687    | Inscrit      | 1977  |      |
| Kommuniontisch                   | Schmiedeeisen, 18. Jahrhundert                  | in der Kirche St-Hilaire (Lage) | PM51000604    | Classé       | 1979  |      |
| Zwei Retabel von Seitenaltären   | Marmor, Stein, 18. Jahrhundert                  | in der Kirche St-Hilaire (Lage) | PM51002688    | Inscrit      | 1977  |      |
| Gemälde Heiliger Christophorus   | Ölfarbe auf Leinwand, Ende des 18. Jahrhunderts | in der Kirche St-Hilaire (Lage) | PM51002690    | Inscrit      | 1977  |      |
| Taufbecken                       | Marmor, Kupferdeckel, 18. Jahrhundert           | in der Kirche St-Hilaire (Lage) | PM51002693    | Inscrit      | 1977  |      |